# Metallaxis semipurpurascens
Metallaxis semipurpurascens är en fjärilsart som beskrevs av George Francis Hampson 1896. Metallaxis semipurpurascens ingår i släktet Metallaxis och familjen mätare. Inga underarter finns listade i Catalogue of Life.